# Glyn Maxwell
Glyn Maxwell, né en 1962 à Welwyn Garden City dans le Hertfordshire, est un poète, dramaturge, romancier et conférencier britannique.

## Ouvrages
- 1990 : Tale of the Mayor's Son
- 1992 : Out of the Rain
- 1993 : Gnyss the Magnificent: Three Verse Plays
- 1994 : Blue Burneau
- 1995 : Rest for the Wicked
- 1996 : Moon Country
- 1996 : Wolfpit: The Tale of the Green Children of Suffolk
- 1997 : The World They Mean: A New Poem
- 1998 : The Breakage
- 2000 : The Boys at Twilight
- 2000 : Time's Fool
- 2002 : The Nerve
- 2005 : The Forever Waltz
- 2005 : The Sugar Mile
- 2007 : Plays One (inclut The Lifeblood, Wolfpit et The Only Girl in the World)
- 2007 : Plays Two (inclut Broken Journey, Best Man Speech et The Last Valentine)
- 2008 : Hide Now
- 2008 : The Girl Who Was Going to Die

## Récompenses et nominations
- 1993 : prix Somerset-Maugham pour Out of the Rain
- 1994 : nomination pour le prix Whitbread du premier roman pour Blue Burneau
- 1995 : nomination pour le prix T.S. Eliot pour Rest for the Wicked
- 1994 : nomination pour le prix Whitbread de poésie pour Rest for the Wicked
- 1997 : prix E. M. Forster (en)
- 1998 : nomination pour le Forward Poetry Prize (en) pour The Breakage
- 1998 : nomination pour le prix T.S. Eliot pour The Breakage
- 2004 : Geoffrey Faber Memorial Prize (en) pour The Nerve
- 2008 : nomination pour le Forward Poetry Prize (en) pour Hide Now
- 2008 : nomination pour le prix T.S. Eliot pour Hide Now